# 2008년 하계 올림픽 탁구
2008년 하계 올림픽의 탁구는 8월 13일부터 8월 23일까지 중국의 베이징 대학교 체육관에서 열렸다.
중국이 남/여 단식에서 모두 6개의 메달을 싹쓸이 했고, 남/여 혼식에서도 각각 금메달을 따내 탁구의 최강자로 자리잡았다. 그 외에 독일과 싱가포르는 은메달 하나씩을, 대한민국은 동메달을 두 개씩 따냈다.

## 메달 집계

### 순위
모든 순위는 2008년 하계 올림픽 공식 홈페이지를 따른다.
| 순위 | 나라           | 금 | 은 | 동 | 합계 |
| 1    | 중국 (CHN)     | 4  | 2  | 2  | 8    |
| 2    | 독일 (GER)     | 0  | 1  | 0  | 1    |
| 2    | 싱가포르 (SIN) | 0  | 1  | 0  | 1    |
| 4    | 대한민국 (KOR) | 0  | 0  | 2  | 2    |
| 합계 | 합계           | 4  | 4  | 4  | 12   |

### 종목
| 종목               | 금                            | 은                                                   | 동                                  |
| ------------------ | ----------------------------- | ---------------------------------------------------- | ----------------------------------- |
| 남자 단식 자세히   | 마린 중국 (CHN)               | 왕하오 중국 (CHN)                                    | 왕리친 중국 (CHN)                   |
| 여자 단식 자세히   | 장이닝 중국 (CHN)             | 왕난 중국 (CHN)                                      | 궈웨 중국 (CHN)                     |
| 남자 단체전 자세히 | 중국 (CHN) 왕하오 마린 왕리친 | 독일 (GER) 디미트리 옵차로프 티모 볼 크리스티안 수스 | 대한민국 (KOR) 오상은 유승민 윤재영 |
| 여자 단체전 자세히 | 중국 (CHN) 궈웨 왕난 장이닝   | 싱가포르 (SIN) 펑톈웨이 리자웨이 왕웨구              | 대한민국 (KOR) 당예서 김경아 박미영 |